# Prófilo
El prófilo o bractéola es la primera bráctea de una rama axilar. Está dispuesta del lado opuesto a los nomofilos. En las monocotiledóneas es bicarenada y, por el dorso, cóncavo, se adosa el eje que lleva la rama. En las espiguillas de las poáceas (o gramíneas), el prófilo recibe el nombre de glumela superior o pálea (término que se emplea también para muchos otros órganos de las plantas, y es fuente de confusión).